# Non (Liturgie)
Die Non (von lat. nona hora = neunte Stunde) ist eine der kleinen Horen im Stundengebet der katholischen Kirche. Sie wird in der Regel zur neunten Stunde der antiken Tageseinteilung gebetet (etwa 15 Uhr). In dieser Hore gedenkt die Kirche besonders der Sterbestunde Christi am Kreuz und aller Sterbenden.

## Geschichtliche Entwicklung
Bei den mystischen Ausdeutungen zum Stundengebet in frühchristlicher Zeit verweist Cassianus darauf, schon der Prophet Daniel habe zu den Zeiten der Terz, Sext und Non täglich bei offenem Fenster im Speisesaal zum Herrn sein Gebet gesandt. Weiter führt Cassianus an, die Kirche bete zur neunten Stunde, denn zu dieser Zeit sei der Heiland in die Unterwelt hinabgestiegen und 

„verscheuchte durch den Glanz seiner Herrlichkeit die undurchdringliche Finsterniß der Vorhölle, erbrach ihre ehernen Pforten, sprengte ihre eisernen Riegel und nahm die Gefangenschaft der Heiligen, welche ohne Erbarmen in der Finsterniß der Unterwelt eingeschlossen gehalten wurden, nun zu ihrem Heile gefangen und führte sie mit sich zum Himmel empor. Hier nahm er das flammende Schwert hinweg und setzte den ehemaligen Bewohner des Paradieses zu Gottes Preis und Ehre wieder in dasselbe ein.“

 Zur selben Stunde habe der Hauptmann Kornelius im Gebet verharrt und die Apostel Petrus und Paulus seien um die neunte Stunde zum Gebet in den Tempel hinaufgegangen.

## Gliederung
Die Non besteht aus
- dem einleitenden Versikel mit der Doxologie,
- dem Hymnus,
- der Psalmodie,
- einer Kurzlesung (Capitulum) mit dem Versikel,
- der Oration und
- dem Schlussversikel (kann entfallen, wenn die Hore allein gebetet wird).